# Sobieradz (Gryfino)
Sobieradz (deutsch Woltersdorf) ist ein Dorf in der polnischen Woiwodschaft Westpommern. Es gehört zur Gmina Gryfino (Gemeinde Greifenhagen) im Powiat Gryfiński (Greifenhagener Kreis).

## Geographische Lage
Das Dorf liegt in Hinterpommern, etwa 20 km südöstlich von Stettin und etwa 12 km östlich der Oder. Im Westen des Dorfes verläuft die Schnellstraße S3 (zugleich Europastraße 65).

## Geschichte
Das Dorf hat die Form eines Angerdorfes. Es kommt als „Ziberose, quod nunc Woltersdorp dicitur“ in einer angeblichen Besitzbestätigung für das Kloster Kolbatz von 1226 vor, die aber als unecht erkannt ist. Die erste gesicherte urkundliche Nennung stammt aus dem Jahre 1243: Damals stimmte der Edle Swantibor, als Angehöriger der Nebenlinie der Swantiboriden mit dem im Herzogtum Pommern herrschenden Greifenhaus verwandt, dem Verkauf des damals „Zibberose“ genannten Dorfes durch Burkhard von Megow an das Kloster Kolbatz zu. In einer Urkunde von Herzog Barnim I. von 1249 erschien das Dorf dann unter dem Namen „Woltersdorp“.

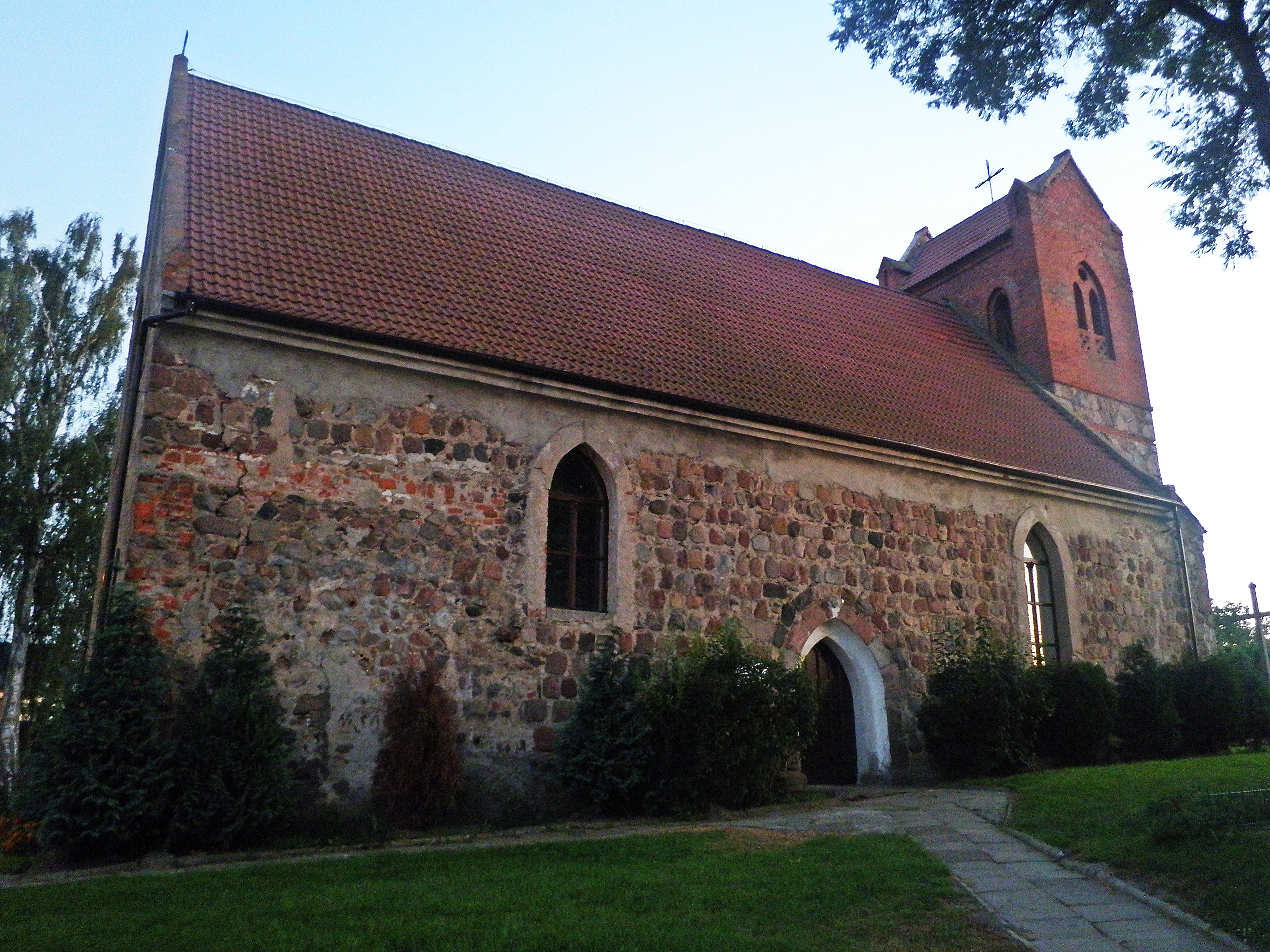
Dorfkirche, bis 1945 Gotteshaus der evangelischen Gemeinde Woltersdorf (Aufnahme 2012)

Am Ende des 13. Jahrhunderts errichteten die Zisterzienser eine Steinkirche aus Granit ohne separaten Chor. Im neunzehnten Jahrhundert wurde die Kirche umgebaut und ein neo-gotischer Turm angebaut. 1946 wurde die Kirche als Filialkirche gewidmet: Unbefleckte Herz der Jungfrau Maria. In der Steinmauer der Umgebung des Kirchhofs befinden sich zwei Tore aus dem vierzehnten und fünfzehnten Jahrhundert. Die Kirche und ihre Umgebung wurden 1956 ins Denkmalregister eingetragen.
Von 1895 bis 2002 verlief durch das Dorf die Bahnstrecke Nr. 419  Greifenhagen – Pyritz, nach 1945 in Gryfino  – Pyrzyce umbenannt, der Greifenhagener Bahnen.
Woltersdorf bildete bis 1945 eine Landgemeinde im Landkreis Greifenhagen im Regierungsbezirk Stettin der preußischen Provinz Pommern des Deutschen Reichs. Das Dorf war dem Amtsbezirk Garden zugeordnet.
Neben Woltersdorf bestand in der Gemeinde der Wohnplatz Karlshof. Die Gemeinde zählte im Jahre 1910 441 Einwohner, im Jahre 1925 452 Einwohner und im Jahre 1939 409 Einwohner.
Nach Ende des Zweiten Weltkriegs 1945 wurde Woltersdorf – wie alle pommerschen Gebiete östlich der Oder-Neiße-Linie – seitens der sowjetischen Besatzungsmacht der Volksrepublik Polen zur Verwaltung unterstellt. Es begann nun die allmähliche Zuwanderung polnischer Zivilisten. Die einheimische Bevölkerung wurde in der Folgezeit von der polnischen Administration vertrieben. Das Dorf erhielt den polnischen Ortsnamen „Sobieradz“.
In den Jahren 1975–1998 gehörte Sobieradz zur Woiwodschaft Stettin; seit 1999 gehört es zur Woiwodschaft Westpommern.

## Öffentliche Einrichtungen
Das Dorf hat eine Wache der Freiwilligen Feuerwehr und ein Haus der Kultur.

## Söhne und Töchter des Ortes
- Maximilian Runze (1849–1931), deutscher evangelischer Pfarrer, Abgeordneter und Autor
- Georg Runze (1852–1938), deutscher evangelischer Theologe und Philosoph